# Парис
Пари́с (Па́рис; др.-греч. Πάρις; также известен под именем Алекса́ндр) — в древнегреческом эпосе сын троянской царской четы Приама и Гекубы, виновник развязывания Троянской войны. Предполагается, что его историческим прототипом мог стать Алаксандус (хетт. Alaksandu).
Сказание о Парисе, а особенно суд Париса — в споре богинь Геры, Афродиты и Афины за звание красивейшей — послужили сюжетом для многочисленных произведений искусства.

## Мифы

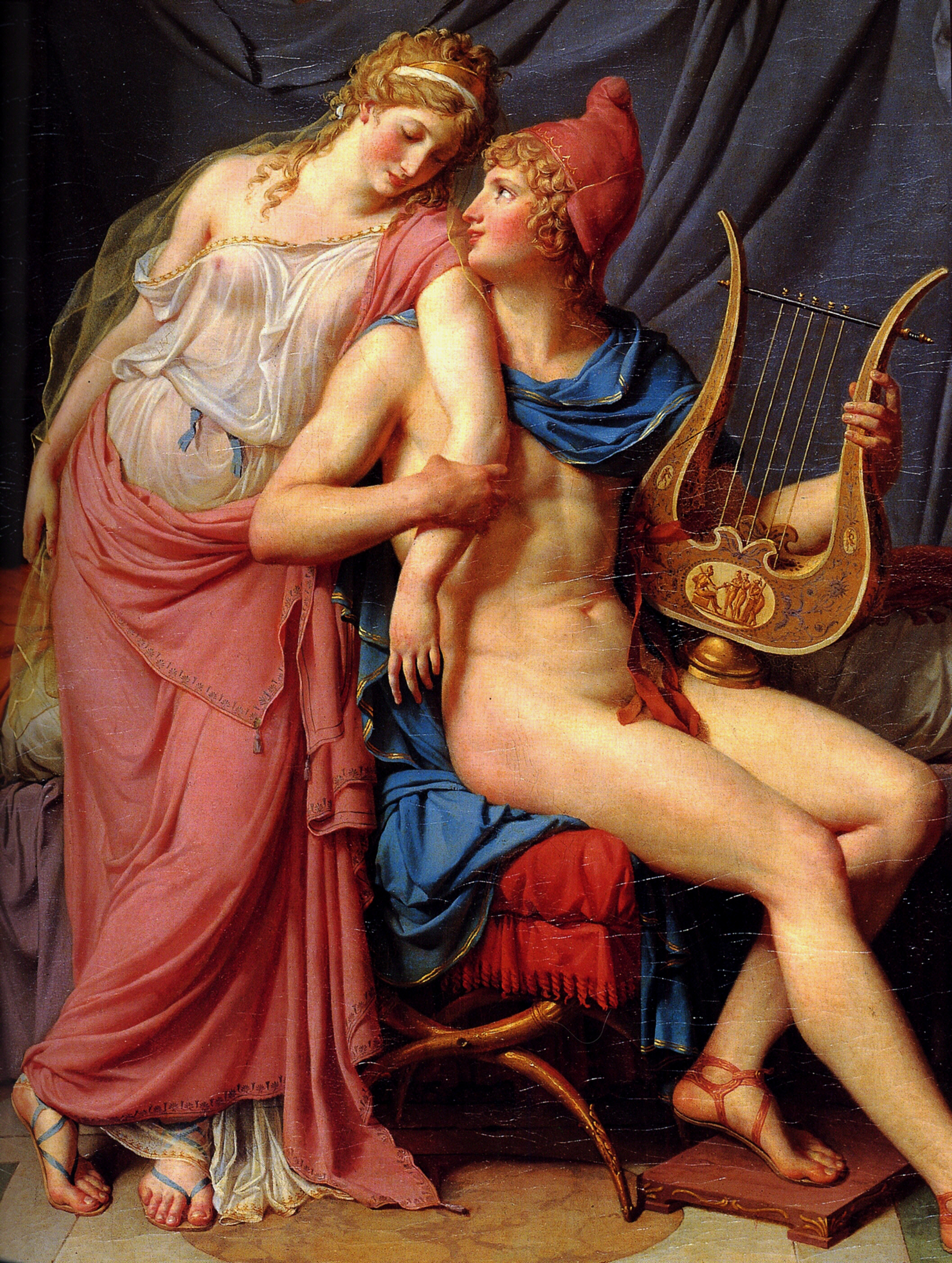
Жак Луи Давид — Елена Прекрасная и Парис (1788) — фрагмент, Лувр, Париж

### Рождение и юность
По одному рассказу, он был вторым сыном Гекубы. По другому — родился, когда у матери было много детей. Мать увидела во сне, что рождает горящий факел, из которого выползло множество змей (либо видела, что рождает огненосную Эриннию со 100 руками).
Напуганные таким предвещанием родители по рождении ребёнка велели рабу Агелаю отнести его на гору Иду и оставить там на произвол судьбы; но младенца вскормила медведица (по другой версии, собака) и воспитали в своей среде пастухи (или слуга Приама Агелай).
Юный Парис подрос и стал пастухом идейских стад; его возлюбленной стала нимфа Энона. Получил прозвище Александр, так как отразил разбойников. Вырос среди пастухов.

### Суд Париса и похищение Елены

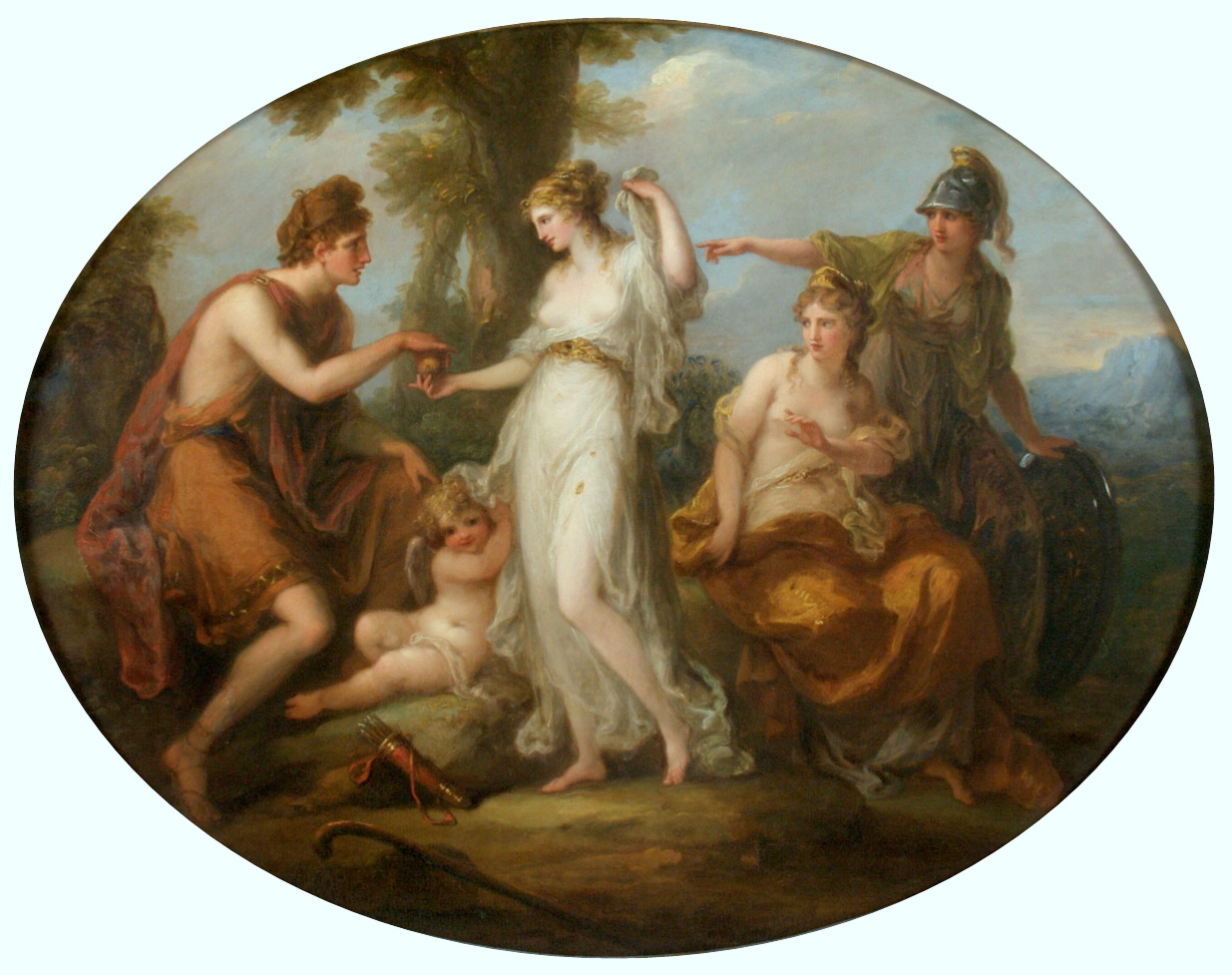
Ангелика Кауфман «Суд Париса» (ок. 1781)

В пастушеской обстановке застали его три богини, которых Зевс приказал Гермесу отвести на Иду, чтобы Парис рассудил их. Гера, Афина и Афродита пришли к нему за решением спора о том, кто из них прекраснейшая. Они явились Парису на Иде обнажёнными. По Страбону, суд над богинями происходил на горе Александрия у Адрамиттского залива. Гера обещала ему господство над Азией, Афина — победы и военную славу, Афродита — обладание прекраснейшей женщиной; он предпочёл последнее, приобретая этим себе и своему народу в Афродите постоянную покровительницу.
По Дарету, суд Париса был сном. По интерпретации, не судил богинь, а сочинил их энкомий.
Вскоре после этого он участвует в состязаниях в Трое, где Кассандра признала в нём брата; несмотря на её предостережения, он возвращён в царский дом. Согласно трагедии Еврипида, у него был любимый бык, который стал наградой на погребальных играх Александра, где Парис одержал победу. Победил на играх в беге, пятиборье и кулачном бою.
Парис, по совету Афродиты, отправился в Амиклы, покинув любившую его нимфу. Энона, научившаяся у Реи искусству прорицания, предсказала Парису, чтобы тот не отправлялся в плавание за Еленой, но тот не послушал её. Построил корабль из ели на Иде, чтобы плыть в Спарту, либо из леса, срубленного на Фалакре. Плавал в Спарту с девятью кораблями.
Наделённый богиней Афродитой всеми чарами красоты и прелести, он понравился гостеприимным хозяевам и особенно прельстил Елену. Между тем Менелай отправился на Крит, а Диоскуры были заняты спором с афаретидами; воспользовавшись отсутствием защитников Елены, Парис убедил её бросить дом супруга и отплыл с ней ночью в Азию, взяв много сокровищ из дворца Менелая. Этот поступок Париса послужил поводом к Троянской войне. Похитив Елену, Парис впервые сочетался с ней на острове Краная (около берегов Лаконии), построив напротив храм Афродиты Мигонитиды. Плывя из Спарты в Трою, он посещает Сидон (либо прибыл сразу в Трою на третий день). У Геродота также есть сообщение о том, что Парис из-за бури был вынужден остановиться в Египте и встретиться с царём Протеем, который осудил похищение чужой жены и пытался заставить Париса вернуться на родину без сокровищ и жены Менелая.

### Троянская война

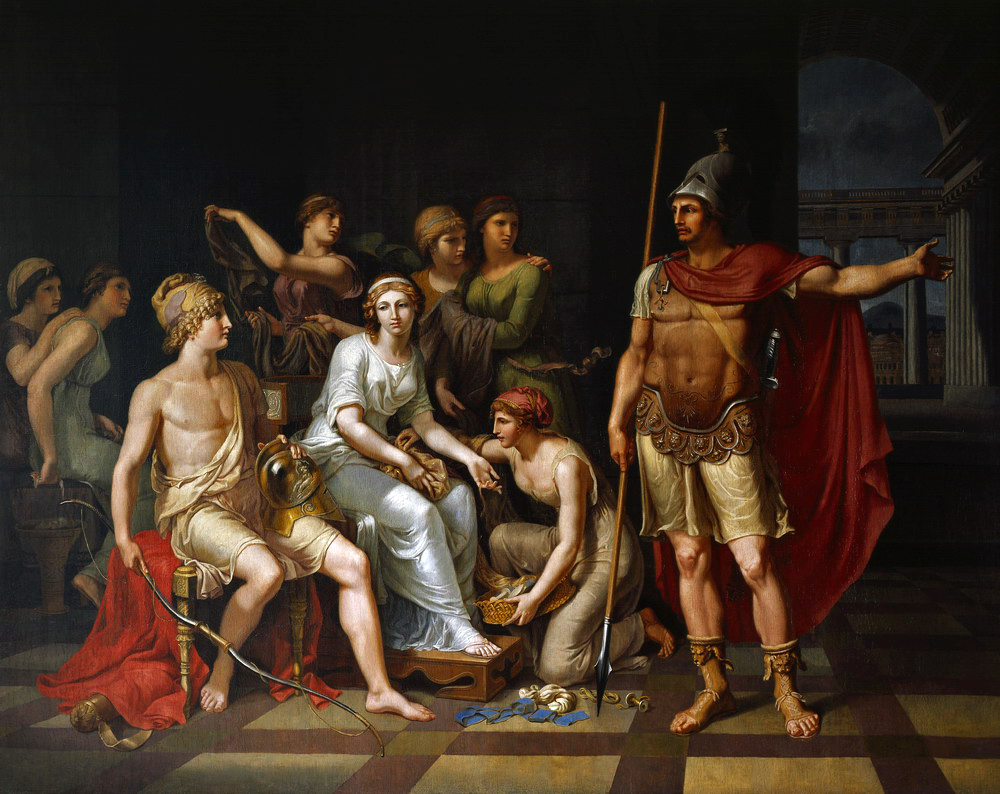
Иоганн Тишбейн — Гектор упрекает Париса за его мягкость и призывает идти на войну (1786)

В последовавших битвах Парис принимал мало участия и лишь после настойчивых и оскорбительных увещеваний брата Гектора вступил в единоборство с Менелаем, кончившееся тем, что Афродита спасла своего любимца от неминуемой смерти. В «Илиаде» убил 3 греков-воинов. Согласно эпосам, именно Парис (или Аполлон из его лука) поразил стрелой неуязвимого и непобедимого Ахилла.
Вскоре Париса смертельно ранил Филоктет ядовитой стрелой, и он обратился к своей первой супруге за исцелением, но она отказала ему в помощи, и он умер от раны. Энона не пережила смерти своего всё ещё любимого супруга: она раскаялась и принесла лекарства, но застала Париса уже мёртвым и повесилась, либо бросилась в погребальный костёр Париса.
Могила Париса и Эноны находилась на равнине Кебрения в Троаде. Его лиру показывали в Трое Александру Великому.

## Научное исследование
Известно, что царь Вилусы (Илиона) Алаксандус заключил договор с хеттским царём Муватталисом в конце XIV века до н. э. (впервые отождествление в статье П. Кречмера 1924 г.). В этрусских надписях имя пишется alksentre, alechsantre, elchantre.
По интерпретации учёных XIX века, как герой азиатских сказаний, Парис был женственным богом красоты и изнеженности, хотя в минуту необходимости он не лишён отваги. В нём сказываются те же типические особенности, что и в Дионисе, Лидийском Геракле и Сарданапале; он является полным контрастом Ахиллу и Менелаю, чисто эллинским героям, олицетворявшим собой мужественность и силу.

## Образ в искусстве

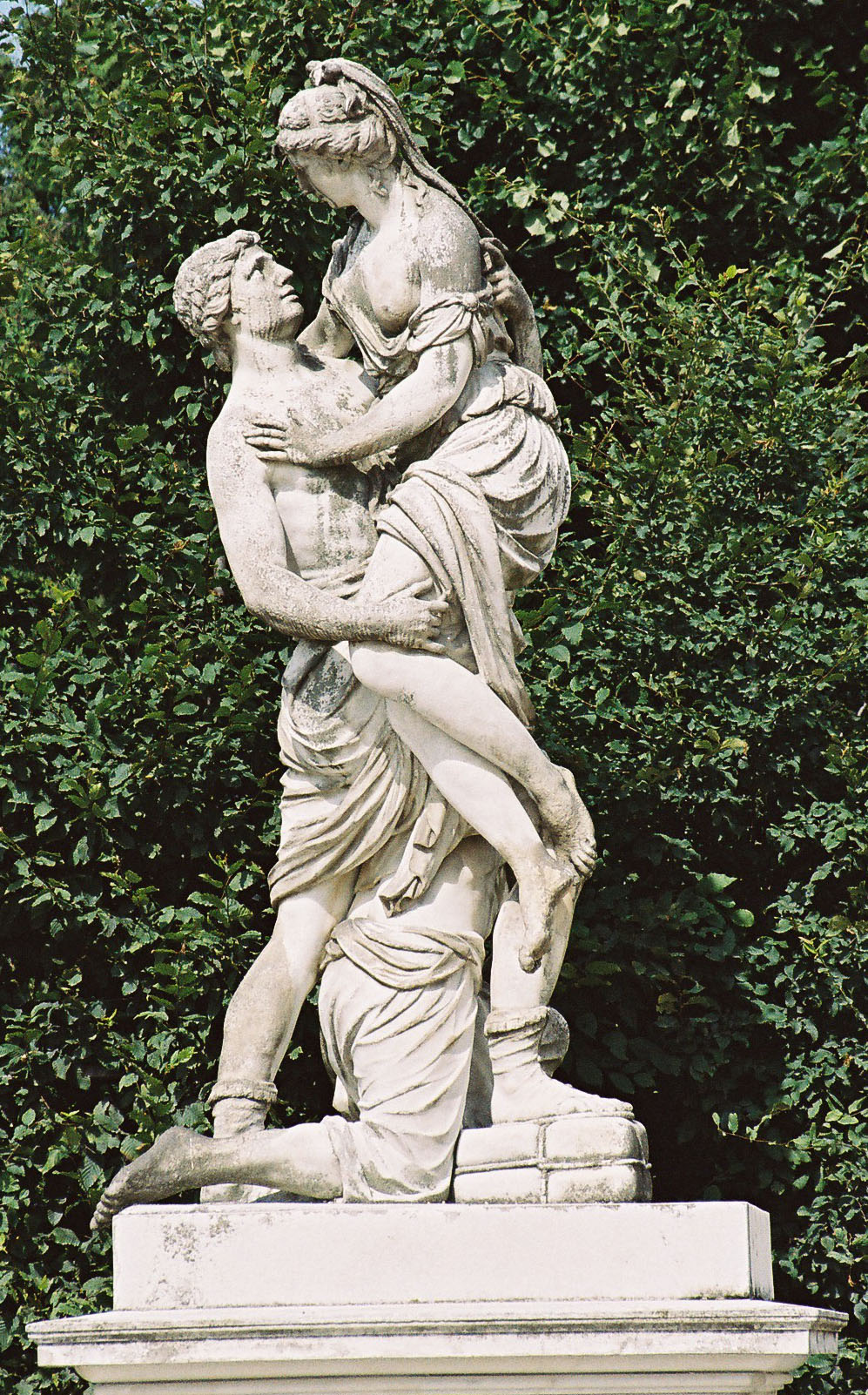
Вильгельм Байер — Похищение Елены или Побег Париса и Елены (1773—1780), сад дворца Щёнбрунн, Вена (Австрия)

Действующее лицо сатировской драмы Софокла «Суд» (фр. 360 Радт), трагедий «Александр» (фр. 91—93 Радт), «Похищение Елены» (не дошло ни одной строки), сатировской драмы «Свадьба Елены» (фр. 181 Радт); трагедий Еврипида «Александр», Псевдо-Еврипида «Рес», Никомаха и Энния «Александр». Император Нерон написал поэму о Парисе.

### Музыка
- 1770 — реформаторская опера «Парис и Елена» Кристофа Глюка на либретто Раньери де Кальцабиджи.
- 1864 — оперетта «Елена Прекрасная» Жака Оффенбаха, Анри Мельяка и Людовика Галеви. В ней Парису отведена главная мужская роль, который обольщает Елену.
- 1962 — опера Майкла Типпетта «Царь Приам».
- 1986 — песня Элвиса Костелла «Crimes of Paris» («Преступления Париса»).
- 2003 — мюзикл «Парис» Джона Инглиша и Дэвида Макея.
- 2006 — песня «The Third Temptation of Paris» («Третье искушение Париса») группы Alesana рассказывает историю любви Париса и Елены от лица Париса.

### Кинематограф
- 1951 — музыкальный фильм «Елена Троянская» (Sköna Helena) Густава Эдгрена; в роли Париса — Пер Грунден.
- 1956 — «Елена Троянская» Роберта Уайза; в роли Париса — Жак Сернас.
- 1961 — «Троянская война»; в роли Париса — Уорнер Бентивенья.
- 1962 — «Гнев Ахила»; в роли Париса — Роберто Риссо.
- 1965 —  Сериал «Доктор Кто»,  эпизод «Создатели мифов» (The Myth Makers, 1965); в роли Происа — Барри Ингэм[англ.]
- 2003 — мини-сериал «Елена Троянская»; в роли Париса — Мэттью Марсден.
- 2004 — «Троя» Вольфганга Петерсена; в роли Париса — Орландо Блум.
- 2018 — мини-сериал «Падение Трои»; в роли Париса — Луис Хантер[37].